# 646년

## 연호
- 당(唐) 정관(貞觀) 20년
- 신라(新羅) 인평(仁平) 13년
- 일본(日本) 다이카(大化) 2년

## 기년
- 당(唐) 태종(太宗) 20년
- 신라(新羅) 선덕여왕(善德女王) 15년
- 고구려(高句麗) 보장왕(寶臧王) 5년
- 백제(百濟) 의자왕(義慈王) 6년

## 사건
- 고구려, 천리장성을 완성하다.
- 이슬람, 동로마 제국으로부터 알렉산드리아를 재탈환하다.